# Spirits Bay
Koordinaten: 34° 25′ S, 172° 47′ O
Die Spirits Bay oder Piwhane Bay ist eine 12 km lange Bucht am Nordende der Aupōuri Peninsula an der Nordspitze Neuseelands. Administrativ gehört das Gebiet zum Far North District der Region Northland.
Am Westende der Bucht befindet sich Cape Reinga / Te Rerenga Wairua, von dem nach der Legende der Māori die Geister der Toten ihre Reise zurück nach Hawaiki antreten.  
Die Bucht bildet zusammen mit der Tom Bowling Bay  einen großen Teil der Küste der Nordspitze der Nordinsel Neuseelands. Am Ostende der Bucht befindet sich Kapowairua, die nördlichste Siedlung Neuseelands, zu dem auch die einzige Zufahrt zur Bucht führt. Die Bucht wird im Osten von Hoopers Point (Ngataea) und der vorgelagerten kleinen Insel Pananehe Island abgeschlossen. In die Bucht mündet der kleine Waitahora Stream.
Im Meeresgebiet vor der Bucht treffen Tasmansee und Pazifik zusammen.

## Literatur

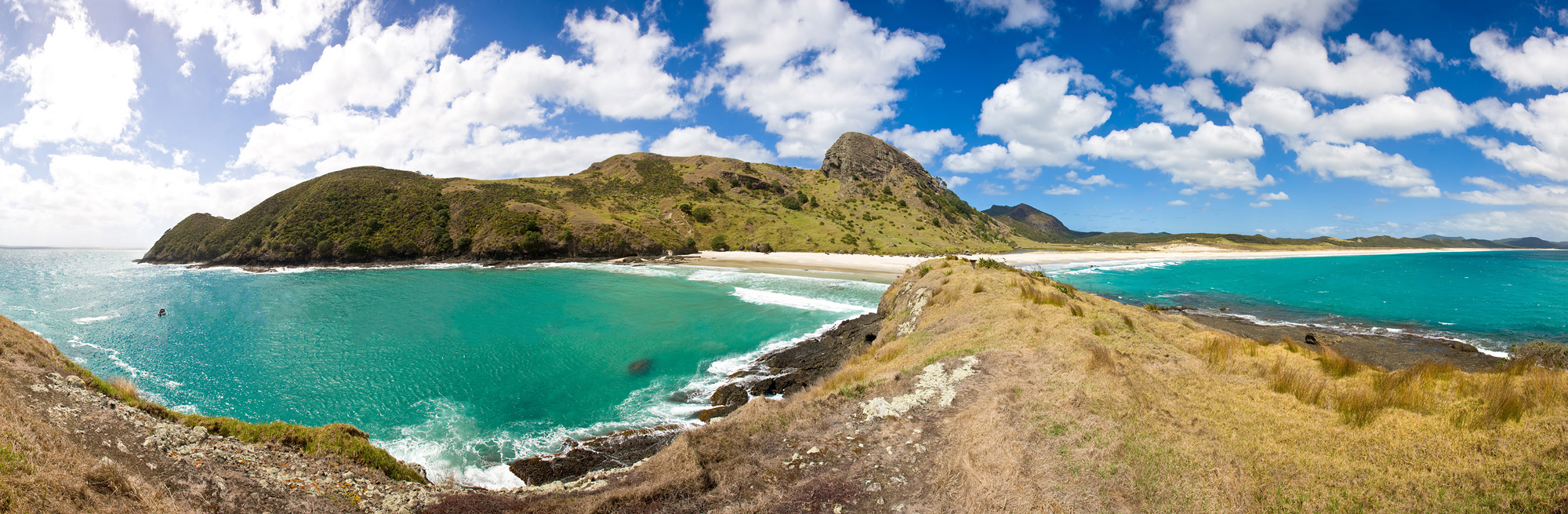
Spirits Bay (rechts), Te Karaka Bay (links)